# Tim Hardaway (1992)
Timothy Duane Hardaway jr., detto Capoquadro (Alameda, 16 marzo 1992), è un cestista statunitense.

## Carriera

### College
Figlio del 5 volte NBA All-Star Tim Hardaway Sr., ha frequentato la University of Michigan giocando per la squadra del college, i Wolverines.

### NBA
Dichiaratosi eleggibile per il Draft NBA 2013 il 17 aprile, viene scelto come 24ª scelta assoluta dai New York Knicks. L'8 luglio la squadra newyorkese annuncia di aver raggiunto un accordo con Hardaway per un contratto di 6,1 milioni di dollari per 4 anni. Sceglie la maglia numero 5, la stessa che suo padre indossava nel suo anno da rookie.

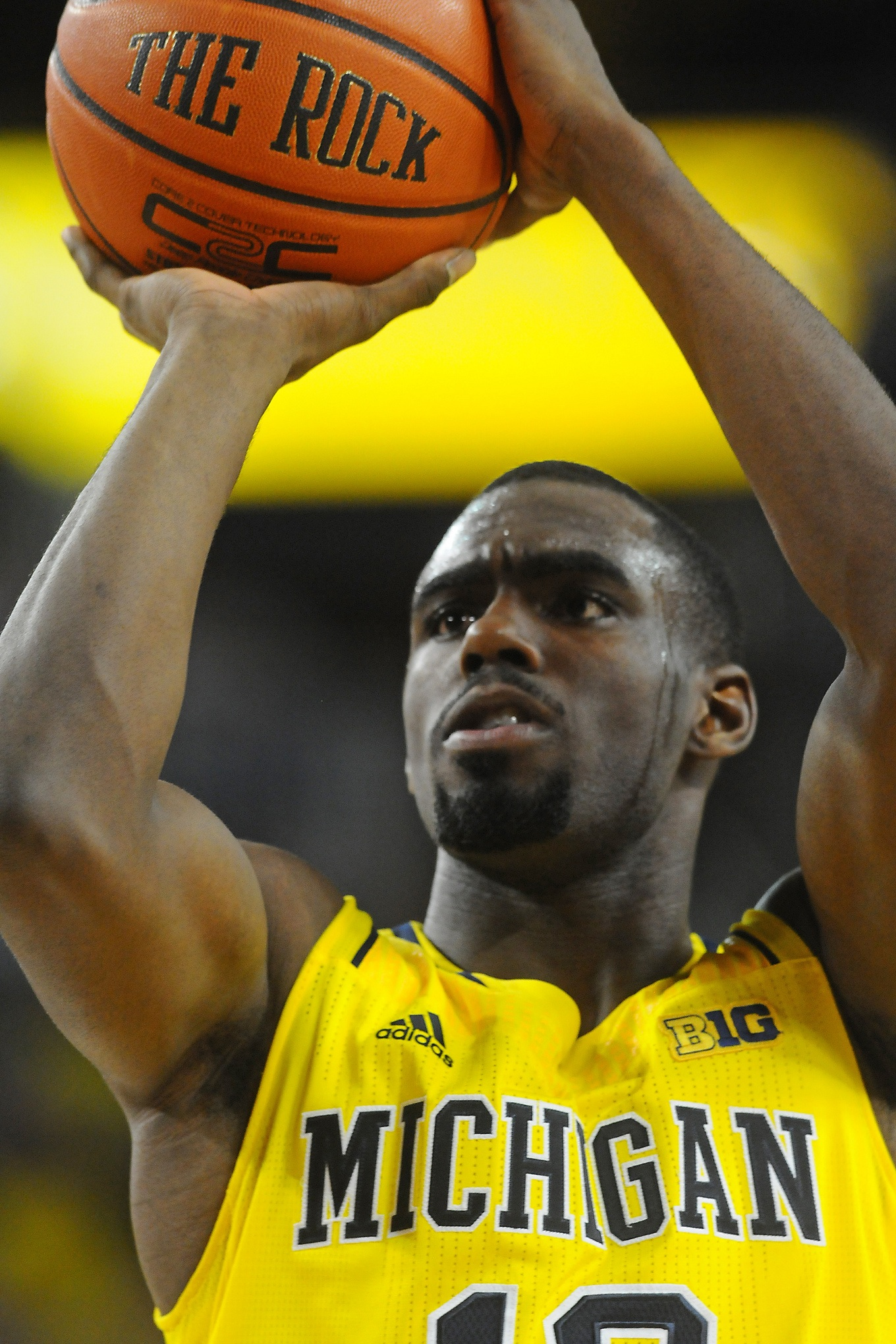
Hardaway con la maglia dei Michigan Wolverines

Il 14 febbraio 2014 prende parte all'NBA Rising Stars Challenge nella squadra di Chris Webber. Partendo dalla panchina risulterà il miglior marcatore della sfida avendo segnato 36 punti con 7 su 16 dall'arco dei tre punti. Nonostante la sua eccellente prestazione non risulterà decisivo ai fini della gara giacché il suo team perderà per 136-142.

## Statistiche

### NCAA
| Anno      | Squadra             | PG  | PT  | MP   | TC%  | 3P%  | TL%  | RP  | AP  | PRP | SP  | PP   |
| --------- | ------------------- | --- | --- | ---- | ---- | ---- | ---- | --- | --- | --- | --- | ---- |
| 2010-2011 | Michigan Wolverines | 35  | 35  | 30,7 | 42,0 | 36,7 | 76,5 | 3,8 | 1,7 | 1,0 | 0,1 | 13,9 |
| 2011-2012 | Michigan Wolverines | 34  | 34  | 34,2 | 41,8 | 28,3 | 71,5 | 3,8 | 2,1 | 0,5 | 0,3 | 14,6 |
| 2012-2013 | Michigan Wolverines | 38  | 38  | 34,8 | 43,7 | 37,4 | 69,4 | 4,7 | 2,4 | 0,7 | 0,4 | 14,5 |
| Carriera  | Carriera            | 107 | 107 | 33,3 | 42,5 | 34,3 | 72,4 | 4,1 | 2,1 | 0,7 | 0,3 | 14,3 |

#### Massimi in carriera
- Massimo di punti: 30 vs Iowa (20 febbraio 2011)[1]
- Massimo di rimbalzi: 11 (2 volte)
- Massimo di assist: 7 vs Eatsern Michigan (20 dicembre 2012)
- Massimo di palle rubate: 3 (4 volte)
- Massimo di stoppate: 3 vs Northwestern (21 febbraio 2012)
- Massimo di minuti giocati: 45 vs Northwestern (11 gennaio 2012)

### NBA

#### Regular season
| Anno      | Squadra          | PG  | PT  | MP   | TC%  | 3P%  | TL%  | RP  | AP  | PRP | SP  | PP   |
| --------- | ---------------- | --- | --- | ---- | ---- | ---- | ---- | --- | --- | --- | --- | ---- |
| 2013-2014 | N.Y. Knicks      | 81  | 1   | 23,2 | 42,8 | 36,3 | 82,8 | 1,5 | 0,8 | 0,5 | 0,1 | 10,2 |
| 2014-2015 | N.Y. Knicks      | 70  | 30  | 24,0 | 38,9 | 34,2 | 80,1 | 2,2 | 1,8 | 0,3 | 0,2 | 11,5 |
| 2015-2016 | Atlanta Hawks    | 51  | 1   | 16,9 | 43,0 | 33,6 | 89,3 | 1,7 | 1,0 | 0,4 | 0,1 | 6,4  |
| 2016-2017 | Atlanta Hawks    | 79  | 30  | 27,3 | 45,5 | 35,7 | 76,6 | 2,8 | 2,3 | 0,7 | 0,2 | 14,5 |
| 2017-2018 | N.Y. Knicks      | 57  | 54  | 33,1 | 42,1 | 31,7 | 81,6 | 3,9 | 2,7 | 1,1 | 0,2 | 17,5 |
| 2018-2019 | N.Y. Knicks      | 46  | 46  | 32,6 | 38,8 | 34,7 | 85,4 | 3,5 | 2,7 | 0,9 | 0,1 | 19,1 |
| 2018-2019 | Dallas Mavericks | 19  | 17  | 29,3 | 40,4 | 32,1 | 76,7 | 3,2 | 1,9 | 0,6 | 0,1 | 15,5 |
| 2019-2020 | Dallas Mavericks | 71  | 58  | 29,5 | 43,4 | 39,8 | 81,9 | 3,3 | 1,9 | 0,6 | 0,1 | 15,8 |
| 2020-2021 | Dallas Mavericks | 70  | 31  | 28,4 | 44,7 | 39,1 | 81,6 | 3,3 | 1,8 | 0,4 | 0,2 | 16,6 |
| 2021-2022 | Dallas Mavericks | 42  | 20  | 29,6 | 39,4 | 33,6 | 75,7 | 3,7 | 2,2 | 0,9 | 0,1 | 14,2 |
| 2022-2023 | Dallas Mavericks | 71  | 45  | 30,3 | 40,1 | 38,5 | 77,0 | 3,5 | 1,8 | 0,7 | 0,2 | 14,4 |
| 2023-2024 | Dallas Mavericks | 79  | 12  | 26,8 | 40,2 | 35,3 | 85,2 | 3,2 | 1,8 | 0,5 | 0,1 | 14,4 |
| 2024-2025 | Detroit Pistons  | 77  | 77  | 28,0 | 40,6 | 36,8 | 85,5 | 2,4 | 1,6 | 0,5 | 0,1 | 11,0 |
| Carriera  | Carriera         | 813 | 422 | 27,4 | 41,7 | 36,1 | 81,5 | 2,9 | 1,8 | 0,6 | 0,1 | 13,7 |

#### Play-off
| Anno     | Squadra          | PG | PT | MP   | TC%  | 3P%  | TL%  | RP  | AP  | PRP | SP  | PP   |
| -------- | ---------------- | -- | -- | ---- | ---- | ---- | ---- | --- | --- | --- | --- | ---- |
| 2016     | Atlanta Hawks    | 9  | 0  | 9,7  | 26,9 | 14,3 | 66,7 | 1,0 | 0,8 | 0,0 | 0,1 | 2,2  |
| 2017     | Atlanta Hawks    | 6  | 6  | 33,4 | 32,9 | 26,2 | 63,2 | 2,7 | 1,2 | 0,5 | 0,0 | 12,8 |
| 2020     | Dallas Mavericks | 6  | 6  | 33,9 | 42,1 | 35,2 | 72,7 | 3,5 | 1,8 | 0,3 | 0,0 | 17,8 |
| 2021     | Dallas Mavericks | 7  | 7  | 37,4 | 41,6 | 40,4 | 75,0 | 3,3 | 1,4 | 0,4 | 0,0 | 17,0 |
| 2024     | Dallas Mavericks | 14 | 0  | 12,7 | 37,9 | 35,1 | 50,0 | 1,8 | 0,4 | 0,4 | 0,1 | 4,4  |
| 2025     | Detroit Pistons  | 6  | 6  | 31,3 | 33,8 | 30,8 | 80,0 | 2,8 | 1,2 | 0,3 | 0,0 | 12,0 |
| Carriera | Carriera         | 48 | 25 | 23,3 | 37,4 | 32,8 | 68,6 | 2,3 | 1,0 | 0,3 | 0,0 | 9,5  |

### Massimi in carriera
- Massimo di punti: 42 vs Detroit Pistons (29 aprile 2021)[2]
- Massimo di rimbalzi: 11 vs Orlando Magic (8 novembre 2017)
- Massimo di assist: 8 (4 volte)
- Massimo di palle rubate: 3 (25 volte)
- Massimo di stoppate: 2 (8 volte)
- Massimo di minuti giocati: 58 vs New York Knicks (29 gennaio 2017)

### G League
| Anno      | Squadra       | PG | PT | MP   | TC%  | 3P%  | TL%  | RP  | AP  | PRP | SP  | PP   |
| --------- | ------------- | -- | -- | ---- | ---- | ---- | ---- | --- | --- | --- | --- | ---- |
| 2015-2016 | Canton Charge | 2  | 2  | 32,7 | 27,6 | 7,1  | 89,5 | 2,0 | 2,0 | 0,0 | 0,0 | 17,0 |
| 2015-2016 | Austin Spurs  | 3  | 0  | 23,1 | 52,9 | 47,8 | 86,7 | 3,0 | 2,0 | 1,0 | 0,0 | 20,0 |
| Carriera  | Carriera      | 5  | 2  | 26,9 | 41,3 | 32,4 | 88,2 | 2,6 | 2,0 | 0,6 | 0,0 | 18,8 |

## Palmarès
- NBA All-Rookie First Team (2014)